# 热内新城
热内新城（法語：Villeneuve-les-Genêts，法語發音：[vilnœv le ʒənɛ] ⓘ）是法国勃艮第-弗朗什-孔泰大区约讷省的一个市镇，属于欧塞尔区。

## 地理
热内新城（47°44'12"N, 3°5'29"E）面积24.69 平方千米，位于法国勃艮第-弗朗什-孔泰大區约讷省，该省份为法国中北部内陆省份，西接卢瓦雷省，西北接塞纳-马恩省，南至涅夫勒省，东临科多尔省，东北与奥布省接壤。
与热内新城接壤的市镇（或旧市镇、城区）包括：尚皮涅勒、龙谢尔、圣法尔若、圣普里韦、皮赛地区塔内尔。

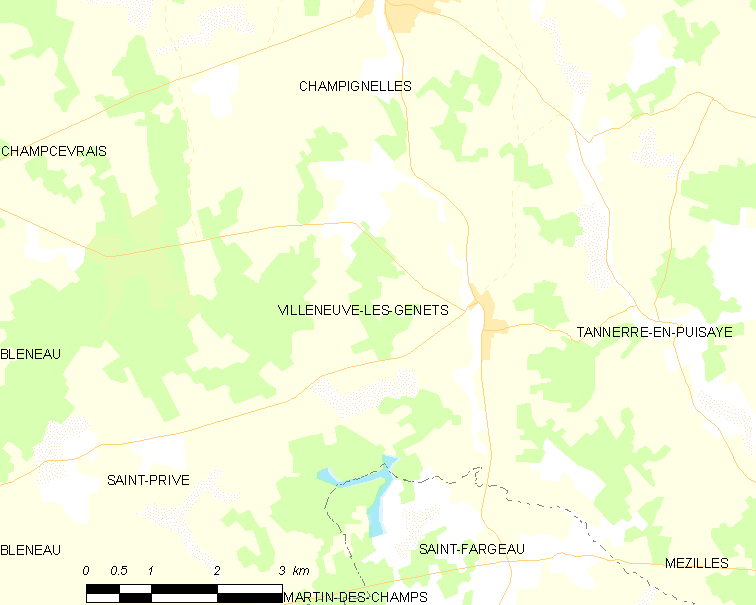
热内新城的OSM定位图

热内新城的时区为UTC+01:00、UTC+02:00（夏令时）。

## 行政
热内新城的邮政编码为89350，INSEE市镇编码为89462。

## 政治
热内新城所属的省级选区为皮赛中心县。

## 人口

1962-2008年间热内新城人口变化图示

热内新城于2022年1月1日时的人口数量为308人。